# Mauritania en los Juegos Olímpicos de la Juventud 2018
Mauritania participó en los Juegos Olímpicos de la Juventud 2018 en Buenos Aires, Argentina, celebrados entre el 6 y el 18 de octubre de 2018. Su delegación estuvo conformada por dos atletas en una disciplina. No obtuvo medallas en las justas.

## Medallero
| Medalla       | Oro | Plata | Bronce | Total |
| ------------- | --- | ----- | ------ | ----- |
| Total oficial | 0   | 0     | 0      | 0     |

## Disciplinas

### Atletismo
Mauritania clasificó a dos atletas en esta disciplina.
Masculino
Eventos de Pista
| Atleta         | Evento       | Serie 1 | Serie 1 | Serie 2   | Serie 2   | Total  | Total  |
| Atleta         | Evento       | Tiempo  | Puesto  | Tiempo    | Puesto    | Tiempo | Puesto |
| -------------- | ------------ | ------- | ------- | --------- | --------- | ------ | ------ |
| Moukhtar Soule | 1.500 Metros | 5:17.05 | 23      | No empezó | No empezó |        |        |

Femenino
Eventos de Pista
| Atleta        | Evento     | Serie 1 | Serie 1 | Serie 2   | Serie 2   | Total  | Total  |
| Atleta        | Evento     | Tiempo  | Puesto  | Tiempo    | Puesto    | Tiempo | Puesto |
| ------------- | ---------- | ------- | ------- | --------- | --------- | ------ | ------ |
| Aminetou Fall | 100 Metros | 18.02   | 41      | No empezó | No empezó |        |        |